# 五通宫
五通宫，位于中国广东省肇庆市封开县平凤镇登河村，明永乐元年（1403年）始建，万历二十八年（1600年）、清康熙十八年（1679年）扩建。坐北朝南，主体建筑为单檐歇山顶式。现台湾五十余处五通宫，皆以诏安五通宫为祖庙。2009年11月16日公布为第七批福建省文物保护单位。